# La ciudad de los árboles
La ciudad de los árboles è l'ottavo album in studio del gruppo musicale folk metal spagnolo Mägo de Oz, pubblicato nel 2007.

## Tracce
1. El espíritu del bosque (Intro) - 1:46
2. La ciudad de los árboles - 6:02
3. Mi nombre es Rock & Roll - 6:03
4. El rincón de los sentidos - 4:39
5. Deja de llorar (Y vuélvete a levantar) - 4:18
6. La canción de los deseos - 4:01
7. Y ahora voy a salir (Ranxeira) - 3:53
8. Runa Llena - 4:46
9. Resacosix en la barra (cover di '39 dei Queen) - 3:47
10. No queda sino batirnos - 4:19
11. Sin ti, sería silencio (Parte II) - 4:42
12. Si molesto, me quedo - 4:38
13. El espíritu del bosque II (Outro) - 1:15